# Латентна стадія
Латентна стадія (нім. Latenzperiode, англ. Latency stage) — четверта стадія психосексуального розвитку, згідно з Зиґмундом Фройдом. Настає з 5—6 років і триває до 11—12 років. Ключовою особливістю цієї стадії є зниження статевого інтересу, витіснення ранніх сексуальних переживань, внаслідок різкого вирішення Едипового комплексу через страх кастрації. Енергія лібідо спрямована на несексуальні цілі, починає утворюватися Над-Я, і, як наслідок, мораль.
Відповідно до теорії Фройда, особистість розвивається через низку стадій, зосереджених на ерогенних сферах, протягом усього дитинства. До цих стадій належать: (i) оральна, (ii) анальна, (iii) фалічна, (iv) латентна та (v) генітальна. Здорова особистість у дорослому віці залежить від успішного завершення всіх цих етапів дитинства. Якщо проблеми не вирішуються на певному етапі, то відбудеться фіксація, що призводить до нездорової особистості.